# Adam Honory Kirkor

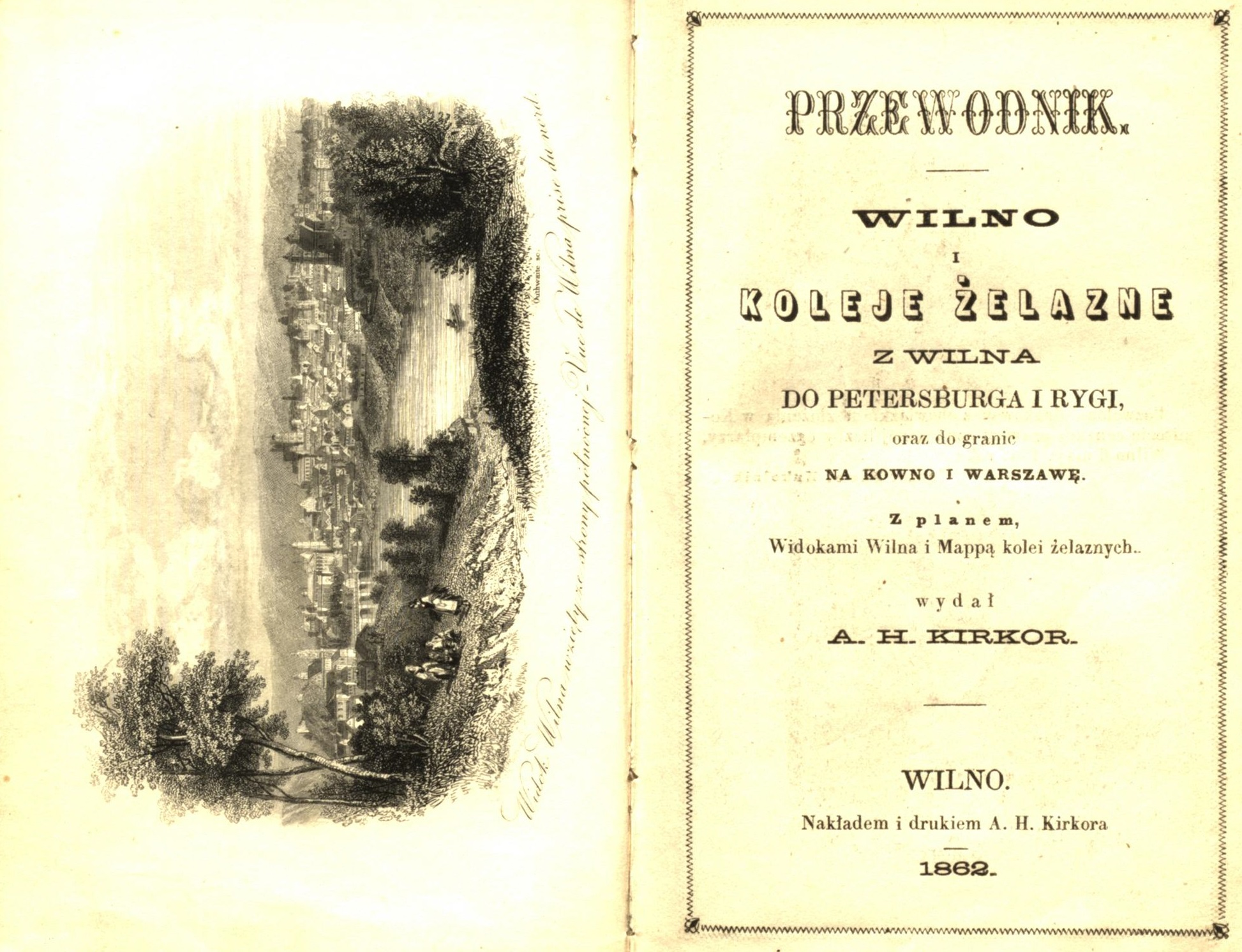
Strona tytułowa Przewodnika z 1862 r.

Adam Honory Kirkor, pseudonim „Jan ze Śliwina” (ur. 21 stycznia 1818 w Śliwinie, zm. 23 listopada 1886 w Krakowie) – wydawca, dziennikarz, archeolog, od 1855 członek Tymczasowej Komisji Archeologicznej Wileńskiej i kustosz Muzeum Starożytności w Wilnie, członek założyciel Akademii Umiejętności (1872); wydawca Album wileńskiego (1858), autor przewodnika krajoznawczego Przechadzki po Wilnie i jego okolicach (1856); encyklopedysta.

## Życiorys
Ukończył gimnazjum w Mohylewie, a następnie studiował w Instytucie Szlacheckim w Wilnie.
W latach 1834–1866 działał w Wilnie, a następnie w Petersburgu i Krakowie. Rozpoczął pracę w wileńskiej Izbie Skarbowej. Od roku 1855 był członkiem Wileńskiej Komisji Archeologicznej i kierownikiem wileńskiego Muzeum Archeologicznego. Od roku 1849 był członkiem gubernialnego komitetu statystycznego.
W roku 1859 odkupił drukarnię od Krystiana Teofila Glücksberga i rozpoczął wydawanie książek i czasopism w językach polskim, litewskim i rosyjskim. W latach sześćdziesiątych XIX wieku redagował „Kurier Wileński”.
W 1856 roku został członkiem czynnym Rosyjskiego Cesarskiego Towarzystwa Archeologicznego. Był jednym z autorów haseł do 28 tomowej Encyklopedii Powszechnej Orgelbranda z lat 1859-1868. Jego nazwisko wymienione jest w I tomie z 1859 roku na liście twórców zawartości tej encyklopedii. W 1864 został członkiem Moskiewskiego Towarzystwa Archeologicznego. 
W polskich środowiskach patriotycznych był krytykowany za ugodową postawę wobec władz carskich, szczególnie za wydanie Albumu Wileńskiego ku czci cara Aleksandra II i kontakty z Michaiłem Murawjowem w 1863. W 1867 przeniósł drukarnię do Petersburga, gdzie w latach 1868-1870 wydawał konserwatywny dziennik „Nowyje wriemia”
Mimo aktywnej działalności wydawniczej Kirkor zbankrutował, po czym przeniósł się do Krakowa. Aby zdobyć środki do życia zdecydował się sprzedać gromadzony przez szereg lat zbiór autografów, liczący 2 000 pozycji. W 1871 r. zakupił je Aleksander Branicki i włączył do swojej biblioteki w zamku w Suchej. Zbiór zawierał m.in. oprawną księgę, do której wklejone były autografy królów polskich panujących od XVI w., autografy sławnych wodzów, polityków, uczonych i pisarzy.
W 1872 uczestniczył w przekształceniu Towarzystwa Naukowego Krakowskiego w Akademię Umiejętności, a w 1873 został wybrany na jej członka. Od tegoż roku prowadził wykopaliska archeologiczne na terenie cmentarzyska kultury łużyckiej w Kwaczale oraz w Płazie, Libiążu i Bobrku.
Przy granicy wsi Żnibrody z Beremianami (powiat buczacki) na gminnym pastwisku prowadził wykopaliska na starym cmentarzu w 1878. 
Była żonaty z aktorką Heleną z domu Majewską (1828-1900). W 1857 nawiązała ona romans z Władysławem Syrokomlą i opuściła męża. Kirkor związał się z Marią Celestyną Boczkowską (1840–1931), która w wieku piętnastu lat wydana została za mąż za Antoniego Korewę, jednak małżeństwo zostało po kilku latach unieważnione. Po uzyskaniu rozwodu Kirkor ożenił się z Boczkowską w 1866. Nie mieli dzieci.
Został pochowany na cmentarzu Rakowickim w Krakowie (kwatera LD).

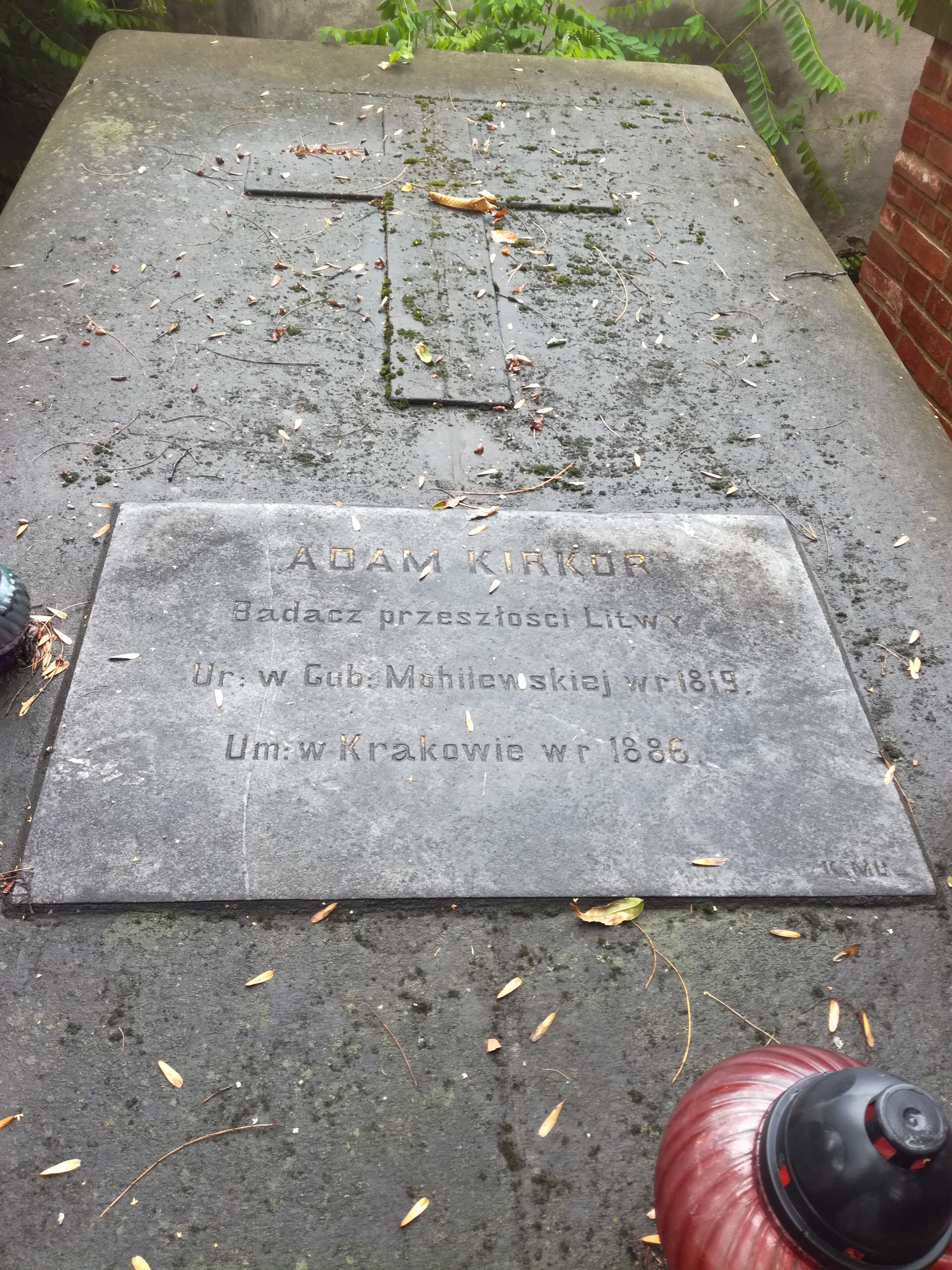
Grób Adama Honorego Kirkora na cmentarzu Rakowickim w Krakowie